# Navasilla
Navasilla ist ein spanischer Ort in den Pyrenäen in der Provinz Huesca der Autonomen Gemeinschaft Aragonien. Navasilla ist ein östlich gelegener Ortsteil der Gemeinde Jaca. Das Dorf mit sechs Einwohnern im Jahr 2015 liegt auf 955 Meter Höhe.